# Schoonspringen op de Olympische Zomerspelen 2024 – driemeterplank synchroon mannen
Het synchroonspringen voor mannen vanaf de driemeterplank op de Olympische Zomerspelen 2024 vond plaats op 2 augustus. Acht teams van twee schoonspringers kwamen in actie in een directe finale. Regerend olympisch kampioenen waren de Chinezen Wang Zongyuan en Xie Siyi, Wang Zongyuan prologongeerde in 2024 zijn gouden medaille, hij won deze nu met Long Daoyi.

## Uitslag
| Rang   | Namen                                 | Land | Sprongen | Sprongen | Sprongen | Sprongen | Sprongen | Sprongen | Totaal |
| Rang   | Namen                                 | Land | 1        | 2        | 3        | 4        | 5        | 6        | Totaal |
| ------ | ------------------------------------- | ---- | -------- | -------- | -------- | -------- | -------- | -------- | ------ |
| Goud   | Wang Zongyuan Long Daoyi              | CHN  | 54.60    | 52.80    | 79.56    | 77.70    | 85.68    | 95.76    | 446.10 |
| Zilver | Osmar Olvera Juan Celaya              | MEX  | 49.80    | 46.80    | 82.62    | 85.69    | 84.36    | 94.77    | 444.03 |
| Brons  | Anthony Harding Jack Laugher          | GBR  | 49.80    | 49.20    | 82.62    | 76.50    | 85.41    | 94.62    | 438.15 |
| 4      | Giovanni Tocci Lorenzo Marsaglia      | ITA  | 50.40    | 48.00    | 73.47    | 82.62    | 74.46    | 74.10    | 403.05 |
| 5      | Jules Bouyer Alexis Jandard           | FRA  | 47.40    | 47.40    | 69.36    | 60.42    | 77.52    | 67.20    | 369.30 |
| 6      | Adrian Abadia Nicolas Garcia Boissier | ESP  | 47.40    | 45.00    | 64.80    | 69.75    | 72.45    | 62.22    | 361.62 |
| 7      | Danylo Konovalov Oleg Kolodiy         | UKR  | 47.40    | 43.80    | 58.14    | 67.89    | 62.70    | 68.34    | 348.27 |
| 8      | Tyler Downs Greg Duncan               | USA  | 49.80    | 48.60    | 37.74    | 72.42    | 64.05    | 73.47    | 346.08 |